# Чалора Карат
Чалора Карат (Карат Анна Галактионова-Анфимова; род. 26 июня 1964, Целиноград) — цыганская журналистка, общественный деятель, режиссёр, исполнительница старинных цыганских романсов и таборных песен. Кандидат наук (РАГС, 2007), доцент (2020)
Одной из первых начала проводить в России серьёзные расследования по фактам уничтожения цыганского населения во время Второй Мировой войны. Параллельно занимается исследованиями в области старинного цыганского романса и цыганского фольклора. Публикуется с 1983 года.
Автор более пятидесяти публикаций и научных работ по различным вопросам культуры и социально-экономическим проблемам.

## Биография
Родилась в Акмолинске, СССР. Детские и юношеские годы провела в Туле. В 1990 году окончила режиссёрский факультет (мастерская Заслуженного деятеля искусств В. А. Триадского и В. Н. Рогова) и факультет общественных профессий по специальности «Журналистика» Московского Государственного Института Культуры.
С 1991 года большую часть публикаций посвящает проблемам цыганского населения в России. Её статья «Цыганский вопрос» (публикация вышла под названием «Цыгане шумною толпою») в газете «Тульская Правда» в 1993 году, вызвала сильный общественный резонанс, но из-за политических событий тираж газеты был почти полностью арестован, и журналистка перевела свою деятельность за рубеж.
С 1993 по 2000 год Чалора Карат работала как специальный корреспондент по России журнала Международного Союза Цыган «Рром п-о дром» (город Белосток, Польша). В период работы в журнале опубликовала более двадцати статей по различным культурным и социальным аспектам жизни цыган в Советском Союзе и Российской Федерации. Особое место в деятельности журналистки заняла тема геноцида цыганского населения нацистами в годы Великой Отечественной войны. Чалора Карат была одной из первых журналистов, начавших проводить в России серьёзные расследования по фактам уничтожения цыганского населения во время Второй Мировой войны, а также участия советских цыган в сражениях против немецких оккупантов.
С 1990 года Чалора Карат ведёт активную общественную деятельность. Участвует в работе цыганских форумов, фестивалей, конференций.
Активно сотрудничает с клубом старинного цыганского романса «Хризантема» под руководством Анатолия Титова.
В 1996—1997 годах сотрудничала с организацией «SHOAH» Стивена Спилберга по вопросам гитлеровского геноцида цыганского населения в Советском Союзе в период Второй Мировой войны. Благодаря записанным ею свидетельствам, многие цыганские семьи смогли получить компенсацию от правительства Германии, как пострадавшие от геноцида в годы Второй Мировой войны.
Многие материалы её исследований также были использованы в подготовке книги Н. Бессонова «Цыганская трагедия 1941—1945»..
Её вклад в развитие цыганского социума в Российской Федерации не раз отмечался такими деятелями культуры и науки как: П. С. Деметер, О. С. Деметер-Чарская, В. П. Деметер, Лекса Мануш, Надежда Белугина, Н. Г. Деметер, А. Г. Титов, А. Бариев, Л. Н. Черенков, М. Смирнова-Сеславинская, Джура Махотин, Н. И. Самулевич, М. Казимиренко, В. Д. Пономарёва, А. Данилкин, Н. Бессонов, а также президентом Международного Союза Цыган — Станиславом Станкевичем, Стивеном Спилбергом, Санкт-Петербургским обществом «Мемориал» и другими.
С 2002 года Чалора Карат занимается научной работой и исследованиями в области экономики и музыкальной цыганской культуры в России.
8 апреля 2013 г. принимает участие в работе круглого стола «Цыгане в оренбургском социуме», г. Оренбург. Доклад «Поэзия и краткий обзор творчества оренбургского цыганского поэта А. М. Алексеева (Булангиро)».
В июне 2013 г. участвует в подготовке и проведении Международного фестиваля цыганского танца МЛИЦ.
16-21 сентября 2013 г. участвует в Первом фестивале национальных культур «Созвездие талантов», где получает диплом Лауреата.
6 апреля 2015 года участвует в телемосте Москва-Кишинёв РИА Новости, посвящённом Международному Дню цыган.
В 2015—2016 гг. участвует в проекте «Можно ли избавиться от цыганофобии в России? Диалог культур», проводимом ФНК цыган РФ при поддержке гранта Президента РФ. В рамках проекта руководила группой студентов по подготовке предложений по социальной адаптации цыган в компактных поселениях на территории РФ.
Постоянно участвует в различных общественных и научных мероприятиях.
Печаталась в изданиях: «Тульская правда», газета «Авангард», «Молодёжная эстрада», «Культпросветработа», «Рром п-о Дром», «Романо кхэр», «Шунэн, ромалэ», «Самые красивые женщины», «Авантаж», «Тум-балалайка», «Цыгане России», «Агентство новостей Подмосковья», а также в различных научных сборниках.

## Основные публикации

### На русском языке
- Чалора Карат, «Цыганский вопрос» (статья вышла под названием «Цыгане шумною толпою»), газета «Тульская Правда», 23-29 сентября 1993 г., стр.7 (перепечатка в «Рром п-о дром» в № 12-1/1993-1994 под названием «Голос из Тулы» на польском языке).
- Анфимова Анна, Геноцид цыган в Смоленской области в годы нацистской оккупации, «Тум-балалайка», С-Пб., № 15-16, 2000, стр. 10-12.

### На цыганском и польском языках
- Чалора Карат, «Похоронены заживо», «Рром п-о дром» № 4/1994 г., стр. 8.
- Чалора Карат, «Их никто не считал», «Рром п-о дром» № 3-4/1995, стр.13 (перепечатка в «Цыгане России» № 2(2)/2007, стр. 42-43 на русском языке).
- Чалора Карат, «Судьба ветерана», «Рром п-о дром» № 3/1996 стр. 12-13.
- Чалора Карат, «Детский дом в колодце», «Рром п-о дром» № 5-6/1995, стр. 6 (перепечатка в «Цыгане России» № 2(2)/2007, стр. 43 на русском языке).
- Чалора Карат, «Будет ли возрождён Всероссийский союз цыган», «Рром п-о дром» № 1-2/1996, стр. 3.
- Чалора Карат, «Людские судьбы», «Рром п-о дром» № 7-/1995, стр. 6.
- Чалора Карат, «Дети подземелья», «Рром п-о дром» № 2/1995, стр. 8.
- Чалора Карат, «200-лет цыганского пения в России», «Рром п-о дром» № 6-7/1994, стр. 8.